# Bichi (Nigeria)
Bichi è una città della Repubblica Federale della Nigeria appartenente allo Stato di Kano. È il capoluogo dell'omonima area a governo locale (local government area) che si estende su una superficie di 612 km² e conta una popolazione di 277.099 abitanti.